# Kiyú-Ordeig
Kiyú-Ordeig ist eine Ortschaft in Uruguay.

## Geographie und Lage
Kiyú-Ordeig befindet sich auf dem Gebiet des Departamento San José in dessen Sektor 6 an der Küste des Río de la Plata. Nächstgelegene Ansiedlung ist Libertad im Nordosten. Am Ostrand des Ortes liegt die Mündung des Arroyo Mauricio, während wenige Kilometer westlich der de los Ceibos sowie der Arroyo San Gregorio ihren Lauf im Río de la Plata beenden. Die bis zu 50 Meter hohen, eine Steilküste bildenden Klippen prägen die Umgebung des Ortes, der eine Entfernung von rund 70 Kilometern zur Hauptstadt Montevideo aufweist. Die teils durch Menschenhand mit verursachte Bodererosion vor Ort stellt ein Problem in der von Erosionsrinnen durchzogenen, mit einer fragilen geologischen Zusammensetzung aufwartenden Landschaft dar.

## Geschichte
Der Name Kiyú entstammt dem Guaraní und bedeutet übersetzt Grille. Hier fanden sich Ansiedlungen der indigenen Ureinwohner Uruguays. Kiyú liegt auch in einer der archäologisch bedeutsamsten Regionen des Landes. So wurde dort im Oktober 2002 bei im vorhergehenden Monat unter Leitung der Archäologin Laura Beovide begonnenen Ausgrabungen eine Töpfer- und Holzwerkstatt indigenen Ursprungs freigelegt, deren Alter auf rund 2.500 Jahre datiert und bisher nicht bekannten indigenen Stämmen zugeordnet wird. Diverse Fundstücke wie Pfeilspitzen, Mörtel und Keramikreste wurden dabei in einer Bodentiefe zwischen 25 cm und einem Meter gefunden. In der jüngeren Geschichte des Ortes gehörte die Gegend zu einer der Viehzucht gewidmeten Estancia, welche zunächst im Eigentum Juan María Pérez’ stand und anschließend im Wege einer Erbschaft auf die Familie Ordeig, deren Name nunmehr den zweiten Namensbestandteil des Ortes bildet, überging. 1955 wurden die Ländereien dann von der Banco Industrial y Comercial von San José aufgekauft. In der Folge wurden Julio César Moreno, Julio Altieri und Mario Urdagaría damit beauftragt, hier eine erste Parzellierung vorzunehmen. Zwei Jahre später begann der Verkauf der Bauplätze, wovon einen die kolumbianische Miss Universum Luz Marina Zuluaga erhielt, die 1959 die Einweihung des Badeortes übernahm.

## Infrastruktur

### Wirtschaft
Kiyú, dessen Ortskern eine Ausdehnung von rund sieben Kilometern ausweist, liegt inmitten einer landwirtschaftlich geprägten Zone, in der Zitronen- und Kartoffelanbau dominiert. Auch der Tourismus spielt eine nicht unwesentliche Rolle für den Badeort, in dem in jüngerer Zeit eine verstärkte Neubautätigkeit zu verzeichnen ist. Die touristische Infrastruktur wartet mit den Campingplätzen Las Acasias, El Grillo und der städtischen Campinganlage auf, zudem gibt es diverse gastronomische Einrichtungen.

### Verkehr
Der Ort ist sowohl über einen Anschluss an die rund 15 Kilometer entfernt verlaufenden, mittlerweile doppelspurigen Ruta 1 auf Höhe deren Kilometerpunkte 52 und 61 erreichbar. Die bislang nicht vollständig asphaltierte und mit Straßenbeleuchtung versehene Hauptstraße Kiyús wird in dieser Hinsicht derzeit ausgebaut.

## Einwohner
Die Einwohnerzahl von Kiyú-Ordeig beträgt 423 (Stand: 2011), davon 223 männliche und 200 weibliche.
| Jahr | Einwohner |
| ---- | --------- |
| 1963 | -         |
| 1975 | 357       |
| 1985 | 312       |
| 1996 | 414       |
| 2004 | 332       |
| 2011 | 423       |

Quelle: Instituto Nacional de Estadística de Uruguay